# رابطة الصداقة الإسرائيلية الكردية
رابطة الصداقة الإسرائيلية الكردية التي ربما تكون أول جمعية صداقة بين اليهود الإسرائيليين والجالية المسلمة من بلد عربي، و قد تأسست في عام 1994 في القدس، إسرائيل، من قبل العديد من النشطاء الإسرائيليين واليهود من أصل كردي أو لهم مصالح مع الأكراد. المؤسس كان مردخاي زاكين والنشطاء الرئيسيون الذين عملوا معًا هم الراحل موشيه زاكين، رجل أعمال من القدس، مئير باروخ، وهو رجل عسكري متقاعد، مايكل نيبور الذي أمضى بعض الوقت في المنظمات غير الحكومية لمساعدة الأكراد، وماثيو بي. هاند أميركي روج لنشاط التعايش مع المسلمين. كان رد الفعل على هذه المبادرة من قبل الممثلين والمنظمات الكردية في كردستان والشتات متحمسًا إذ يمكن الحكم عليه من مئات الرسائل والمكالمات الهاتفية والبريد الإلكتروني المستلم في القدس في وقت قصير من الإعلان عن تأسيسها في الصحافة العالمية وفي إذاعة صوت أمريكا باللغة الكردية التي أجرت مقابلات مع المؤسس مردخاي زاكين. كما نشرت الرابطة جريدة إخبارية تسمى ياديدوت (صداقة) التي بدورها تروج لرسالة الصداقة الإسرائيلية اليهودية إلى الأكراد في جميع أنحاء العالم.